# Mariensäule (Kłodzko)

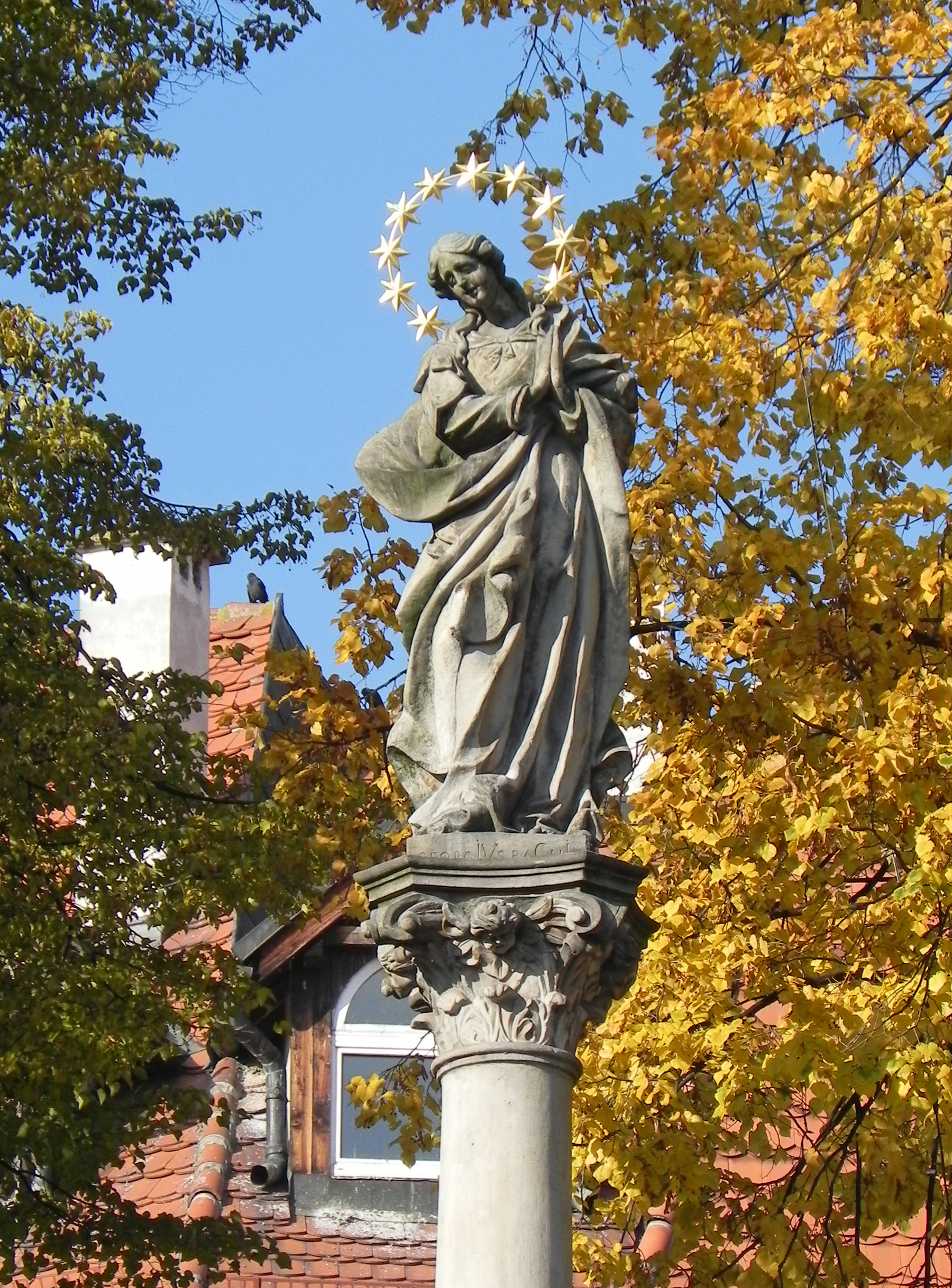
Die Marienfigur

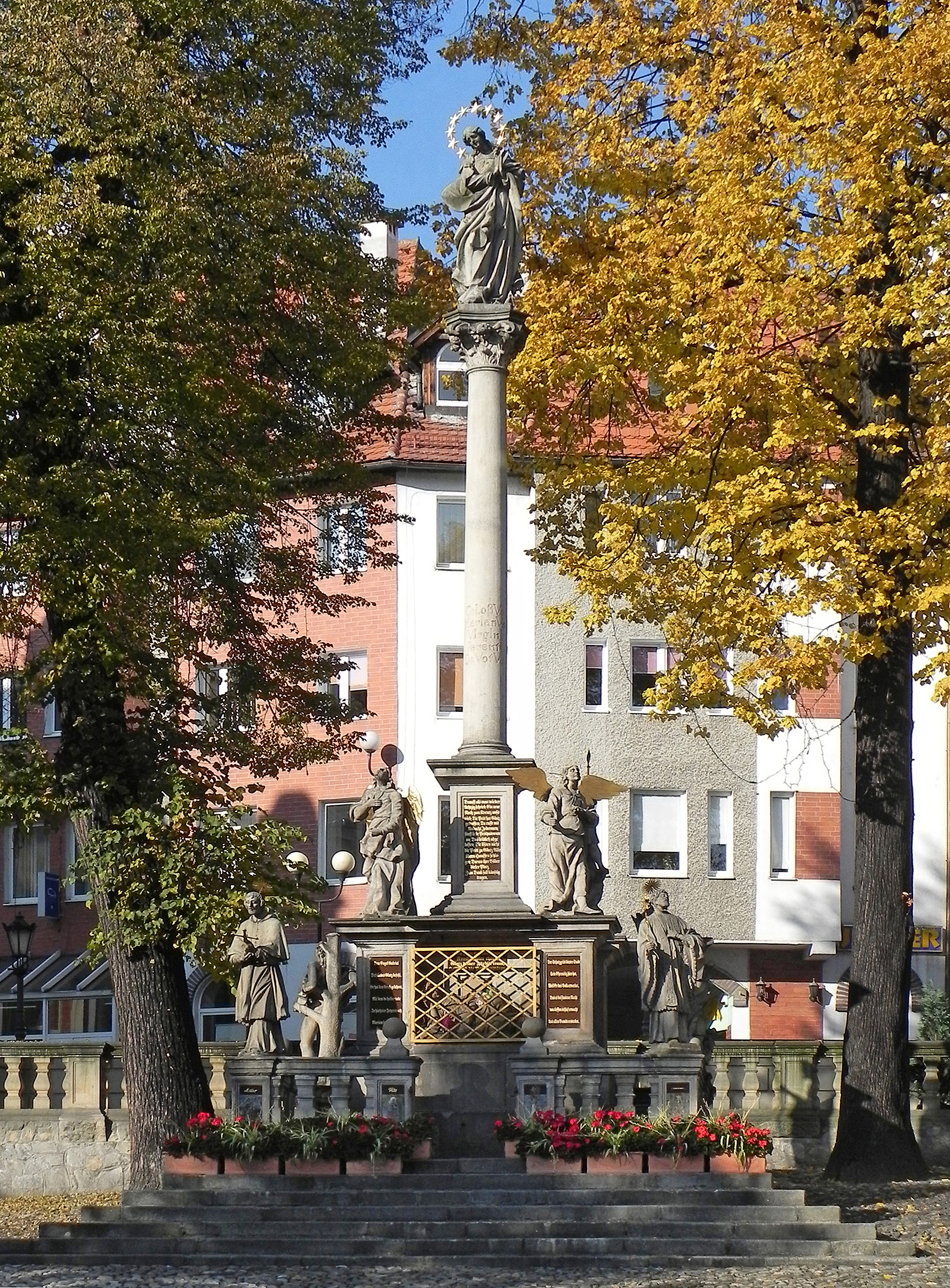
Die Mariensäule

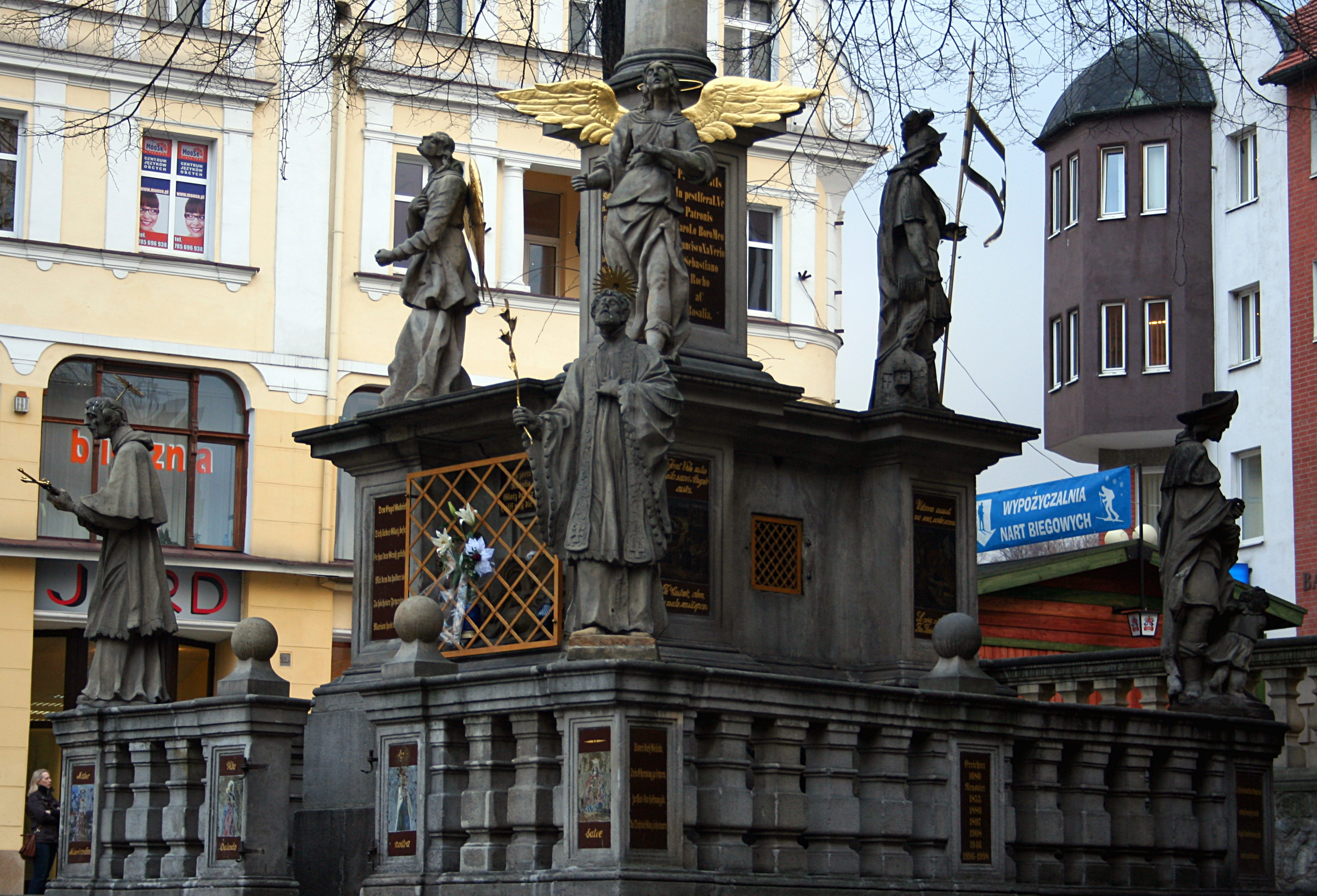
Die Pestpatrone

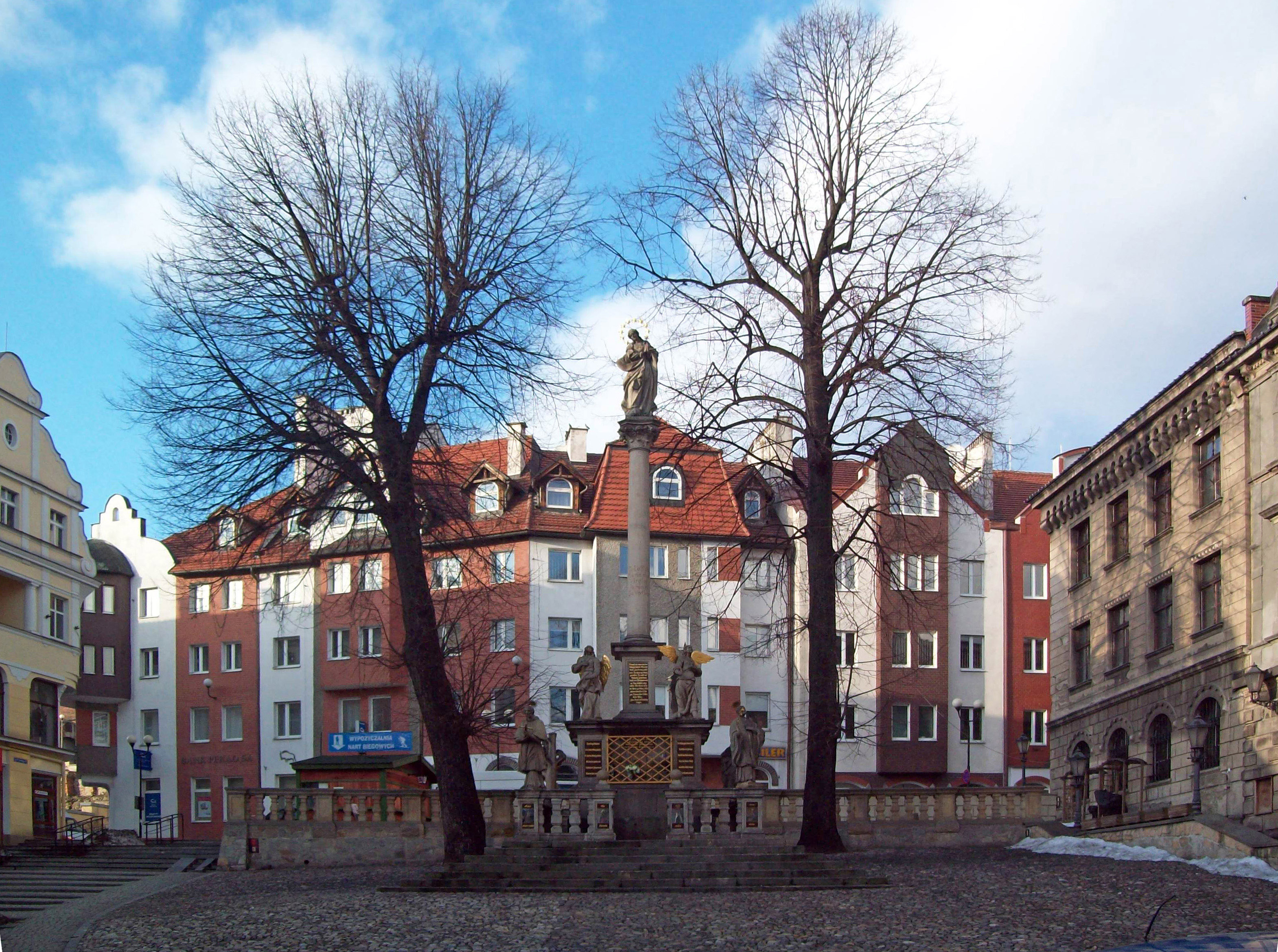
Blick auf die Säule

Die Mariensäule in Kłodzko (deutsch Glatz), einer Kreisstadt im Südwesten der Woiwodschaft Niederschlesien in Polen, ist eine spätbarocke Bildsäule aus Sandstein. Sie entstand im 17. Jahrhundert und steht auf der Westseite des Glatzer Rings.

## Beschreibung
Die Mariensäule wurde vom Glatzer Bildhauer Hans Adam Beyerhoff geschaffen. Sie ist ohne die erhöhte Standfläche 11,52 Meter hoch und wird von der Marienfigur Unbefleckte Empfängnis bekrönt.
Die Säule ist umgeben von Pest- und anderen Heiligen. Auf der Balustrade befinden sich die Figuren des Stadtpatrons Erzengel Gabriel sowie der Pestheiligen Sebastian, Karl Borromäus, Franz Xaver und Rochus. Auf dem erhöhten Postament stehen die hll. Joseph, Florian und Rochus sowie zwei habsburgische Doppeladler mit den Monogrammen der hll. Maria und Josef. In der Nische des Sockels befindet sich eine liegende Figur der hl. Rosalia. 
Die Säule war ursprünglich bemalt, die Bemalungen waren jedoch Anfang des 20. Jahrhunderts nicht mehr vorhanden. An den Balustraden fanden sich Renovierungsinschriften mit den Jahreszahlen 1853, 1880 und 1897.

## Geschichte
Das Denkmal wurde von 1680/1681 errichtet. Die eigentliche Mariensäule wurde bereits am 13. Juli 1680 aufgerichtet. Die Standbilder der Pestpatrone waren am 21. März 1681 fertiggestellt.
Anlass für die Errichtung der Mariensäule waren ein großer Stadtbrand und eine Pestnot. Zum Stadtbrand kam es 1676, am Tage der Verkündigung Mariae. Daraufhin gab man das Gelöbnis ab, eine Mariensäule zu errichten. Wegen der Pestnot wurde 1680 gelobt, Standbilder der Pestpatrone aufzustellen.
Stifter der Mariensäule waren das Jesuitenkolleg Glatz, die Stadt Glatz und freiwillige Spender aus der Bevölkerung. Als Vorbild für die Mariensäule diente eine Zeichnung der Prager Mariensäule auf dem Altstädter Ring aus dem Jahr 1650, die vom Glatzer Jesuitenrektor Georg Klein angefertigt worden war.

## Inschriften
„Coloßvs Marianvs Virgini Parenti Devotvs“
„Ex hoc beatam me dicent omnes generaoes“ (generationes?)
„Pie appositis in pestifera lve patronis Carolo Borromaeo Francisco Xaverio Sebastiano Rocho aC Rosalia.“
„Virgini salutatae Angelo salutanti S. Angelo urbis Tutelari S. Josepho S. Floriano Urbs Glacium a ferali incendio illvstri magnoqve die salvtatae virginis liberata posuit“
„Nach Tausend und sechs hundert Jar, da sechs und siebzig zählet war, Lied Glatz Gefahr vom Feyer Am Festtag der Verkündigung. Maria half daß wohl gelung Denn Menschen hilf war teuer, Drumb sol der hohe Ehrentritt Mariae stets bezeigen, Wie Gott durch seiner Mutter Bitt sein Herz auf Glatz ließ neigen.“
„Drauff als man wieder Achtzig schrieb / Ein neue noth zum Creutz unnß trieb / Die Pest hat Glatz getroffen. / Da riefft mit Andacht Jederman / Fünff liebe Pest-Patronen an Da leidlich abgeloffen. / Sie lissen nicht die Pest zu Glatz / Alls übern Hauffen schlagen, / Drumb Ihre Bilder dieser Platz / Zum Dank sol künfftig tragen.“
„Der Schutzgeist dieser Stadt / Sein Ehrensitz hier hat, / Weil Er das Volk erwecket, / Das es bei finstrer Nacht / von tieffen schlaf erwacht / Und allen Brandt erstecket.“
„Ne ferat urbs ustos / Vigila sacer Angele custos“
„Te custode, olim, / ne mala sensit opem.“
„Dem Engel Gabriel / Dich liebes Glatz befehl, / Er hat den Gruss gelehret, / Mit dem du halber todt / In höchster Feyersnoth / Mariam hast verehret.“
„In flammas Gabriel / utile dictat / Ave / (Bild) / Ob Gabrielis Ave / Sancta Maria Fave.“
„Sanct JOSEPH steht auch hier, / Dieweil ihn alle schier / Zu Glatz besonders Lieben / und hat bei Feyers-Zeit / Noch sein Octav die Leuth / Zu ihm mit Trost getrieben.“
„Nutritor / Christi / modico saturare seit / ignem / (Bild) / Nutritore bono / Fit scito flamma / satur.“
„Sanct Florian von Stein / Muß auf dem Platz auch sein. / Weil er für Glatz gekämpffet. / Er hat die Flamm behändt / Auff unser Bitt gewendt / Den Feyersturm gedämpfet.“
„Ustorem ussisset / me sine carbo suum / (Bild) / Si cura est Ligni / Fac Florian imperet igni.“